# Disney Garden
Disney Garden  est une marque commerciale de Disney Consumer Products exploitée dans le cadre de la commercialisation de légumes et de fruits déclarés par cette entreprise comme « nutritionnellement corrects ». Cette marque et les produits associés sont principalement à destination des enfants.
Les détenteurs de cette marque commerciale ont signé des accords avec plusieurs sociétés afin de diffuser les personnages de Disney sur de nombreux produits alimentaires, essentiellement des légumes et des fruits.
Cette gamme a été lancée principalement afin de dissocier la marque Disney du contrat décennal l'ayant associé avec McDonald's entre 1996 et 2006 et considéré comme une incitation à la malnutrition.

## Historique
Cette division est d'abord née de manière anonyme en juin 2006, avec le lancement de légumes et fruits à destination des enfants en Europe. Cette initiative a eu par exemple la création d'une gamme de produit nommée Champion-Disney dans les magasins de l'enseigne Champion, du géant de la distribution Carrefour,.
En octobre 2006, Disney a décidé de restreindre, aux États-Unis, ses licences de produits de consommation alimentaire aux seuls produits « nutritionnellement corrects ». La gamme de produits lancée en Europe a été alors développée aux États-Unis.
Le 17 mai 2011, Disney annonce un renforcement de la présence de la gamme Disney Garden aux États-Unis avec un logo rénové et des partenariats avec les sociétés Crunch Pak (basée à Chasmere, Californie), Dayka & Hackett (basée à Reedley, Californie) et Chelan Fresh Marketing (basée à Chelam, Washington). Le 23 août 2011, Crunch Pak et Disney Garden lancent la marque de boîte à en-cas Foodles en forme de tête de Mickey et des décors de personnages Disney.
Le 17 octobre 2013, Disney lance des fruits et légumes avec des personnages Marvel comparables à Disney Garden. Dès le 20 octobre 2013, en commençant par la Nouvelle Orléans aux États-Unis d'Amérique, l'offre commerciale est étoffée avec des produits contenant des tranches de mangues avec des personnages Disney et d'autres contenant des tranches de pommes avec des personnages Marvel.
Le 27 juin 2016, les sociétés sud-américaines Camposol (es) et Intercorp (es) débutent la commercialisation d'avocats en Chine sous une marque Disney, similaire à Disney Garden.
Le 9 juin 2019, Disney lance un label similaire nommé Disney Kitchen en Europe considéré comme de qualité et apposé sur des produits des marques Danone, Evian et Kellogg's.